# Cega
Il Cega è un fiume della Castiglia e León, in Spagna, affluente di sinistra del Duero. Nasce nel territorio del comune di Navafría, in provincia di Segovia, da una sorgente conosciuta come fuente del Mojón, e attraversa questa provincia e quella di Valladolid. Confluisce da sinistra nel Duero 1 km a monte di Puente Duero, in provincia di Valladolid. Il principale affluente è il Pirón, altri affluenti sono i fiumi Santa Águeda e Vadillo, ed i torrenti Cerquilla, Malucas, Marieles, Pradillos e Ternillo.
Dopo il passaggio per la città di Cuéllar, si incassa in canyon con una profondità compresa tra i 20 ed i 60 metri ed una larghezza massima di 300 metri. Nel territorio di questo comune si trovano vari ponti medievali, come il puente de Barrancales o il puente de La Aceña. Il torrente Cerquilla, affluente, ed il torrente Pradillos, portano parte delle acque alla zona umida El Espadañal. Inoltre, lungo la riva del fiume si estende il sentiero dei pescatori, un percorso naturalistico che attraversa la Tierra de Pinares camminando lungo il fiume, con la riva coperta da una notevole concentrazione di betulle, una delle masse principali di questa specie nella provincia.
Altri ponti della zona sono il puente de la Minguela, nel comune di Vallelado, o il Puente del molino Ladrón, tra Lastras de Cuéllar e Zarzuela del Pinar.

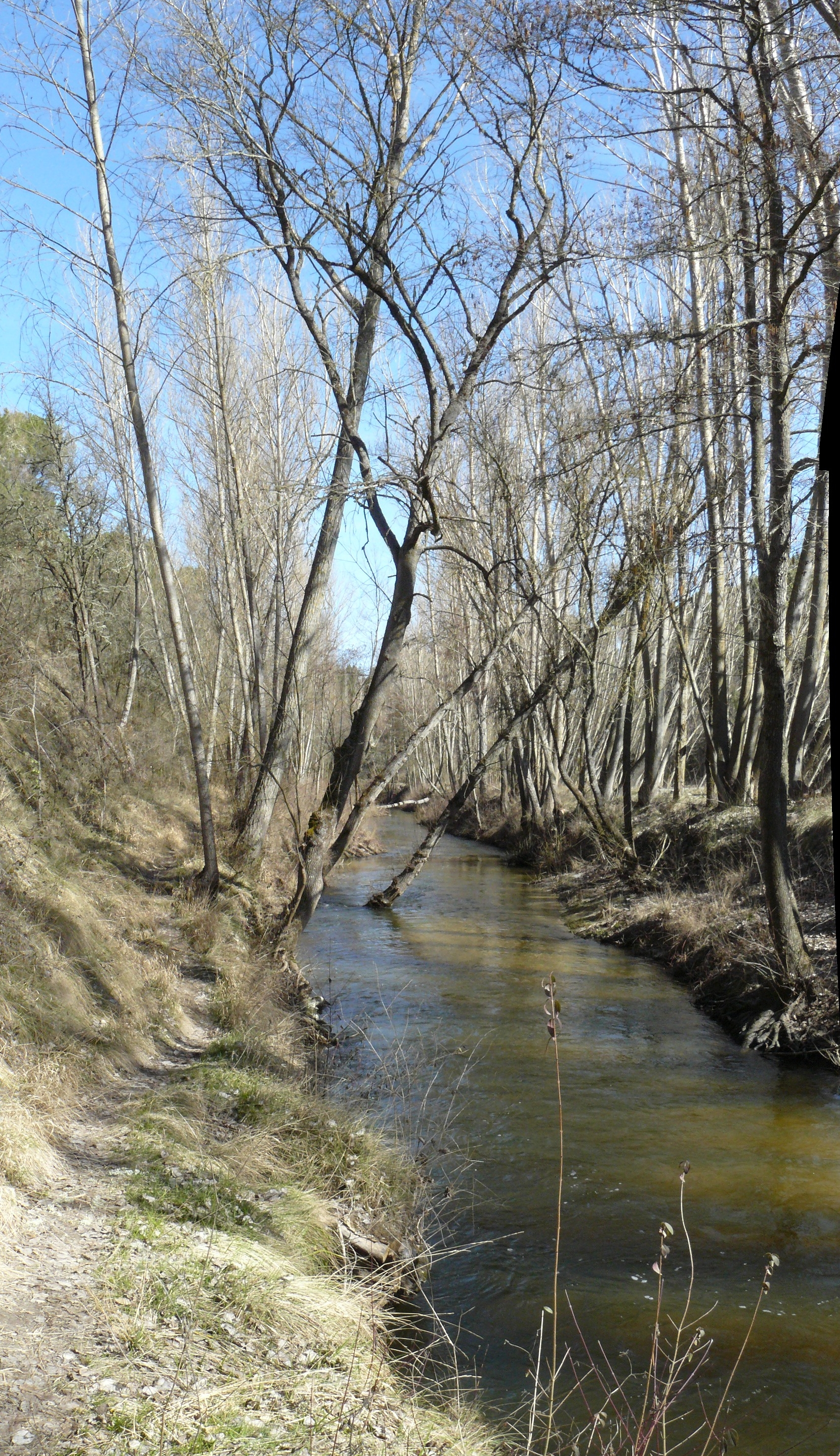
El Cega, a monte di Cuéllar (Segovia)

## Comuni attraversati

### Provincia di Segovia
- Navafría
- Torre Val de San Pedro
- Santiuste de Pedraza
- Pedraza
- Valleruela de Pedraza
- Arahuetes
- Rebollo
- Arevalillo de Cega
- Puebla de Pedraza
- Muñoveros
- Cabezuela
- Veganzones
- Turégano
- Sauquillo de Cabezas
- Aguilafuente
- Lastras de Cuéllar
- Cuéllar
- Vallelado
- Mata de Cuéllar

### Provincia di Valladolid
- Íscar
- Cogeces de Íscar
- Megeces
- Mojados
- La Pedraja de Portillo
- Viana de Cega
- Boecillo
- Valladolid